# Csongrád
Csongrád (în română Cion sau Ciongrad) este un oraș în districtul Csongrád, județul Csongrád-Csanád, Ungaria, având o populație de 17.376 de locuitori (2011). 

## Demografie
Componența etnică a orașului Csongrád
     Maghiari (97,16%)
     Romi (1,49%)
     Necunoscut (0,46%)
     Alții (0,88%)
Componența confesională a orașului Csongrád
     Romano-catolici (54,96%)
     Fără religie (14,29%)
     Reformați (2,64%)
     Necunoscută (26,8%)
     Alte religii (2,52%)
Conform recensământului din 2011, orașul Csongrád avea 17.376 de locuitori. Din punct de vedere etnic, majoritatea locuitorilor (97,16%) erau maghiari, cu o minoritate de romi (1,49%). Apartenența etnică nu este cunoscută în cazul a 0,46% din locuitori.  Din punct de vedere confesional, majoritatea locuitorilor (54,96%) erau romano-catolici, existând și minorități de persoane fără religie (14,29%) și reformați (2,64%). Pentru 26,8% din locuitori nu este cunoscută apartenența confesională.